# واترسن پارک (کنتاکی)
واترسن پارک (به انگلیسی: Watterson Park) شهری در ایالت کنتاکی کشور ایالات متحده آمریکا است که جمعیت آن در سرشماری سال ۲۰۱۰ میلادی، ۹۷۶ نفر بوده‌است.